# Råris

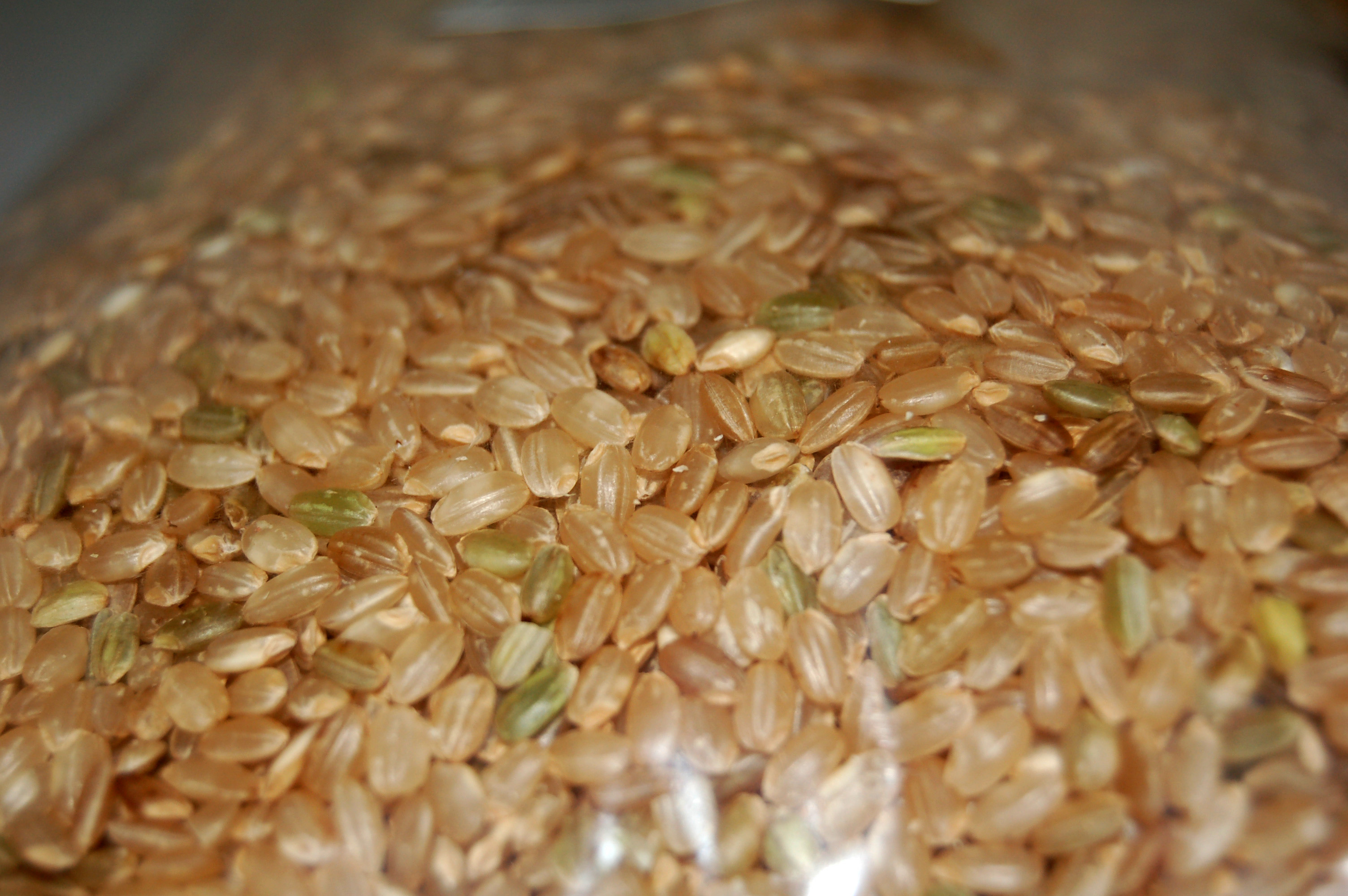
Råris

Råris är riskorn där bara yttersta delen av kornets skal är bortskalat, och där man låtit hinnan runt riset, som är svagt silverfärgad, sitta kvar. Råris kan användas i stället för vanligt ris men kokas dubbelt så länge, dock inte i asiatisk mat om man vill ha lite klibbigare ris för att kunna äta med pinnar. Smaken är också något olik, och beskrivs av vissa som lite nötaktig.
Det existerar också rött råris.
Riset kan även kokas i buljong, alternativt låta det fräsa i en stekpanna med lite lök och fett.

## Fullkornsris
Fullkornsris är en form av råris, som behandlats för att göra koktiden kortare.
Det som skiljer fullkorns- och råris från vitt ris är att endast det yttersta av skalet runt riskornet tagits bort, vilket gör det mer fiberrikt.
Livsmedelsverket i Sverige rekommenderar ofta att man äter fullkornsprodukter, men avråder från att enbart välja fullkornsris eftersom det vanligtvis innehåller högre halter av arsenik än vitt ris.